# Trogawa Rinpoché
Trogawa Rinpoché (10 août 1932 Lhassa-11 mai 2005 Gangtok, Sikkim) est un lama, un tulkou et un médecin tibétain. 

## Biographie
Trogawa Rinpoché est né le 10 août 1932 à Lhassa au Tibet. Il est le fils de Tsépon Trogawa Paljor Dhondrup et de Tsewang Paldron. 
À un jeune âge, il est reconnu par Réting Rinpoché, le régent du Tibet, comme l'incarnation du médecin Lama Drag-Lhong Gomchen Paljor Gyaltsen dont la première incarnation remonte à Trapa Ngönshé (1012-1090), un tertön ayant redécouvert le Gyu Zhi.
À 13 ans, Trogawa Rinpoché suit une éducation monastique au monastère de Lingbu de Taring Rinpoché à Gyantsé jusqu'à l'âge de 15 ans. Il retourne à Lhassa pour recevoir une formation médicale de neuf ans auprès du Dr Nyerongsha Rigzin Lhundrub Paljor, détenteur des enseignements de Chagpori, et disciple du Dr Jampa Thubwang Taykhang, le médecin personnel du 13e dalaï-lama. 
Après être devenu un médecin tibétain ou amchi, le Dr Trogawa Rinpoché a pratiqué la médecine dans la ville de Drigung jusqu'en 1956.
En 1956, Trogawa Rinpoché se rend en Inde en suivant son principal maître spirituel, Jamyang Khyentse Chokyi Lodro. 
En 1964, Trogawa Rinpoché rejoint l'Institut Médical et Astrologique Tibétain (Men-Tsee-Khang) fondé à Dharamsala à la demande du 14e dalaï-lama. En 1967, il prend sa retraite pour raison de santé, puis entre en retraite spirituelle. 
Trogawa Rinpoché se rend en visite en Europe et en Amérique au début des années 1980. En 1983, à l'invitation de Namkhai Norbu Rinpoché, il est l'un des orateurs de la 1re Convention internationale sur la médecine tibétaine qui s'est tenue en Italie.
Trogawa Rinpoché travaille avec des amchis du Ladakh et du Bhoutan, se rendant régulièrement au camp d'été avec des amchis ladakhis et organisant et supervisant les examens à l'Institut de médecine traditionnelle du Bhoutan.
Après plus d'une décennie de planification et de collecte de fonds, avec l'aide de sa famille, de la communauté tibétaine et de sympathisants internationaux, Trogawa Rinpoché  fonde l'Institut Chakpori de médecine tibétaine à Darjeeling en novembre 1992 avec une petite pharmacie, une clinique externe et un collège pour les étudiants en médecine sous sa direction.
Trogawa Rinpoché est décédé le 11 mai 2005 à Gangtok au Sikkim, demeurant en état de thukdam durant trois jours,. 

## Réincarnation
Le 9 novembre 2014, Dodrupchen Rinpoché reconnait le yangsi ou nouvelle incarnation de Trogawa Rinpoché. Il est le fils aîné de Trinlay P. Trogawa et Seldon Trogawa, né en 2006.